# Αlfa-Centàurids
Els alfa-Centàurids o α-Centàurids són una pluja de meteors a la Constel·lació de Centaure. El fenomen es pot observar entre el 28 de gener i el 21 de febrer. La seva magnitud mitjana està al voltant de 2,5 meteors per hora amb pics de 3. S'han observat des de 1969, tot i que hi ha descrita una possible observació el 1938, i una altra el 1988, encara que aquesta darrera no fou certa.